# 布里亞伍德 (印第安納州)
布里亞伍德（英語：Briarwood）是位於美國印第安納州摩根縣的一個非建制地區。該地的面積和人口皆未知。